# Кент Ферґюсон
Кент Ферґюсон (англ. Kent Ferguson, 9 березня 1963) — американський стрибун у воду.
Учасник Олімпійських Ігор 1992 року.
Чемпіон світу з водних видів спорту 1991 року.
Переможець Панамериканських ігор 1991 року.